# Andrzej Szmilichowski
Andrzej Szmilichowski znany również pod pseudonimem Andrzej Jordan (ur. 28 października 1937 w Warszawie) – polski poeta i publicysta, wokalista zespołów Rhythm and Blues oraz Czerwono-Czarni. 

## Życiorys
Pod pseudonimem Andrzej Jordan był wokalistą gdańskiego zespołu rock and rollowego Rhythm and Blues, po którego rozwiązaniu w latach 1960–1961 był jednym z wokalistów grupy Czerwono-Czarni. Należał do pierwszego składu zespołu, z którym wziął udział między innymi w jego oficjalnym debiucie w klubie studenckim „Żak” w Gdańsku, w dniu 23 lipca 1960 roku. W 1963 roku wystąpił na I Krajowym Festiwalu Piosenki Polskiej w Opolu. Karierę muzyczną zakończył pod koniec lat 60. XX wieku. 
W 1973 roku emigrował do Szwecji, gdzie osiadł w Sztokholmie. Publikuje w prasie krajowej i emigracyjnej. Od 1991 redaguje kolumnę w ezoterycznym miesięczniku Nieznany Świat.
Jest członkiem Związku Literatów Polskich, Stowarzyszenia Dziennikarzy Polskich i Związku Pisarzy Szwedzkich.

## Wybrana bibliografia autorska
- 371028-7693 (tCHu doM wYdawniczy, Warszawa, 2006; ISBN 8389782286)
- Blask Matyldy i inne opowiadania (Wydawnictwo Miniatura, Kraków, 2018; ISBN:9788380522442)
- Bliskie a nieznane: spirytualizm, media, dusza ludzka (Kociewski Kantor Edytorski, Tczew, 1992; ISBN:8385026231)
- Czas przyszły niedokonany (Wydawnictwo Polonica, Sztokholm, 2022; ISBN:9789187704901)
- Deszcz i słońce (Kociewski Kantor Edytorski, Tczew, 1990; ISBN:838502610X)
- Homerun (tCHu doM wYdawniczy, Warszawa, 2007; ISBN:9788389782250)
- Kody (Wydawnictwo Miniatura, Kraków, 2010; ISBN:9788376061672)
- Mało używane rozczarownia: wiersze 1990-2016 (Wydawnictwo Miniatura, Kraków, 2017; ISBN:9788380521681)
- Maski: oswajanie śmierci (Wydawnictwo Miniatura, Kraków, 2013; ISBN:9788376065311)
- Najbajeczny pan na świecie (Dom Wydawniczy Bellona, Warszawa, 2004; ISBN:8311097771)
- Pierwsze umierają przymiotniki (Wydawnictwo Polonica, Sztokholm, 2011; ISBN:9187704684)
- Pod Twoim Słońcem: sceny z życia Aquariusa Fragilisa (Wydawnictwo Miniatura, Kraków, 2011; ISBN:9788376062938
- Po tamtej stronie materii: przewodnik po sobie (Wydawnictwo Lena, Wrocław, 2003; ISBN:8391916405)
- Rozmowy z Aniołem (Wydawnictwo Miniatura, Kraków, 2010; ISBN:9788376062204)
- Trudny rok (Wydawnictwo Polonica, Sztokholm, 2021; ISBN:9789187704888)
- Ujść nie zdołasz przed pogonią rzeki (Arka, Sztokholm, 1986)
- W cieniu (Wydawnictwo Miniatura, Kraków, 2017; ISBN:9788380523234)
- Widzę także niebo ("Melampos", Supraśl, 1996; ISBN:8390286319)
- Windziarz Pana Boga (Prószyński i S-ka, Warszawa, 2008; ISBN:9788374697293)
- Wtedy został sam: wybór wierszy 1953-2008 (Wydawnictwo Polonica, Sztokholm, 2009; ISBN:9789187704543)
- Wyspy polecone ("Przedświt", Warszawa, 2002; ISBN:8370570704)
- Zadomowienie: wiersze (tCHu doM wYdawniczy, Warszawa, 2004; ISBN:8390117851)
- Zapiski z przyjacielem w tle (Polonica Förlag, Sztokholm, 2001; ISBN:9187704374)
- Zapiski z przyjacielem w tle: (kontynuacja) (tCHu doM wYdawniczy, Warszawa, 2005; ISBN:8389782111)
- ..z wewnętrznej potrzeby (Wydawnictwo Miniatura, Kraków, 2019; ISBN:9788380524873)